# زاريتشني
زاريتشني (Зарічне) هي مدينة في مقاطعة ريفنينسكا في أوكرانيا.
يبلغ عدد سكانها حوالي 6567 نسمة.